# آشئا
آشئا (به ایتالیایی: Ascea) یک کومونه در ایتالیا است که در استان سالرنو واقع شده‌است.

## خصوصیات
آشئا ۳۷ کیلومترمربع مساحت و ۵٬۸۳۰ نفر جمعیت دارد و ۲۲۵ متر بالاتر از سطح دریا واقع شده‌است.